# Cessna 152

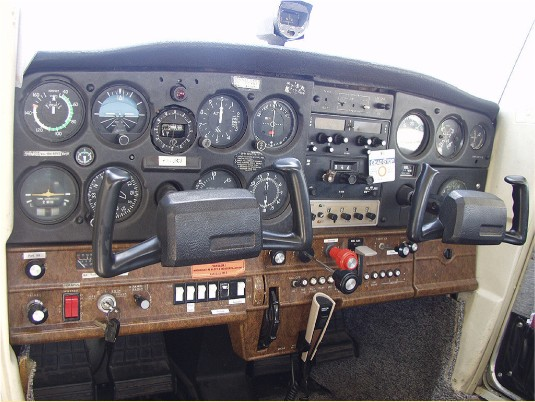
Cessna 152 instrumenten paneel

De Cessna 152 is een vliegtuig geproduceerd door Cessna. Het is de opvolger op de populaire Cessna 150. Dit model werd gebouwd vanaf 1977. Verschil ten opzichte van de Cessna 150 is voornamelijk de 110 pk Lycoming-motor die in de Cessna 152 is gebruikt. Tussen 1977 en 1985 zijn er 7.584 exemplaren gebouwd.
De Cessna 152 is eenmotorig en biedt plaats aan twee personen en beperkte bagage. Het toestel is een hoogdekker en daardoor hebben de inzittenden een goed uitzicht. Het toestel is van metaal gemaakt en zodoende vrij zwaar. Door dat relatief hoge gewicht kan er niet echt snel gevlogen worden. Er zijn toestellen voorzien van een zogenaamde Family seat waarbij er een klein kind meegenomen kon worden in het bagagegedeelte.

## Varianten
- 152: Basisversie met de 110 pk (82 kW) Lycoming O-235-L2C viercilinder boxermotor.
- 152T: Idem als de 152, maar met een optiepakket speciaal voor vliegscholen, geleverd vanaf 1978.
- A152 Aerobat: Aerobatic toestel, gecertificeerd voor belastingen van +6G /-3G.
- F152: In Frankrijk door vliegtuigfabriek Reims gebouwde 152.
- FA152 Aerobat: In Frankrijk door vliegtuigfabriek Reims gebouwde FA152 Aerobat.
- Aviat 152: Compleet gereviseerd 152 toestel door de Firma Aviat.

## Vergelijkbare vliegtuigen
- Piper Tomahawk
- Beechcraft Skipper